# Three Violent People
Three Violent People (bra Trindade Violenta) é um filme estadunidense de 1957, do gênero faroeste, dirigido por Rudolph Maté e estrelado por Charlton Heston, Anne Baxter, Gilbert Roland, Tom Tryon, Forrest Tucker, Bruce Bennett e Elaine Stritch.

## Sinopse
Após a Guerra Civil Americana, o Capitão Colt Saunders retorna à sua terra natal no Texas, na rica fazenda Bar S Ranch, que já pertencia à sua família há gerações. Após uma briga, ele conhece Lorna Hunter, uma dançarina de saloon que se faz passar como uma dama e até como a esposa dele. Quando eles chegam no Bar S, ele encontra seu irmão Beauregard "Cinch" Saunders, a ovelha negra da família que perdeu um braço em sua infância e culpa Colt pelo acidente. Colt tem problemas com o comissário Harrison do corrupto governo provisório do Texas. Colt tem de lidar com problemas com o representante do governo corrupto que desmorona, com o seu irmão rancoroso, com sua esposa grávida e com o seu mais próximo amigo Innocencio.

## Elenco
- Charlton Heston.... Capitão Colt Saunders
- Anne Baxter.... Lorna Hunter Saunders
- Gilbert Roland.... Innocencio Ortega
- Tom Tryon.... Beauregard "Cinch" Saunders
- Forrest Tucker.... Deputado Cable
- Bruce Bennett.... Comissário Harrison
- Elaine Stritch.... Ruby LaSalle
- Barton MacLane.... Yates
- Peter Hansen.... Tenente Marr
- John Harmon.... Sr. Massey
- Ross Bagdasarian.... Asuncion Ortega
- Robert Blake.... Rafael Ortega
- Jamie Farr.... Pedro Ortega
- Leo Castillo.... Luis Ortega
- Don Devlin.... Juan Ortega